# アドリアン・ダネク
アドリアン・ダネク（Adrian Danek 、1994年8月1日 - ）は、ポーランド・ノヴィ・ソンチ出身のプロサッカー選手。コロナ・キェルツェ所属。ポジションは、ミッドフィルダー。